# キューピッドの教育

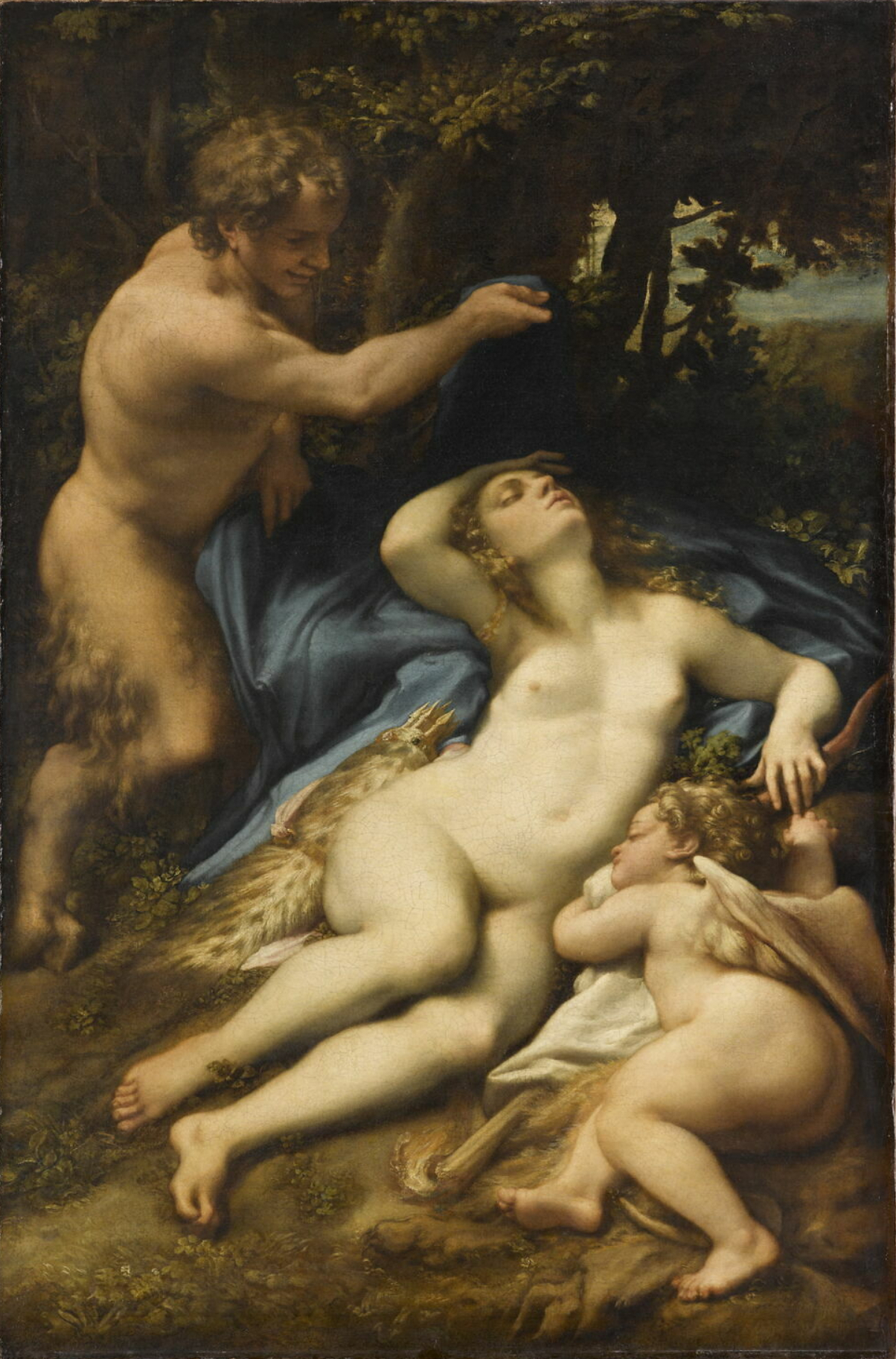
対作品『眠れるヴィーナスとキューピッド、サテュロス』は古くからゼウス（ユピテル）とアンティオペーを描いたものと考えられてきた。パリ、ルーヴル美術館所蔵。

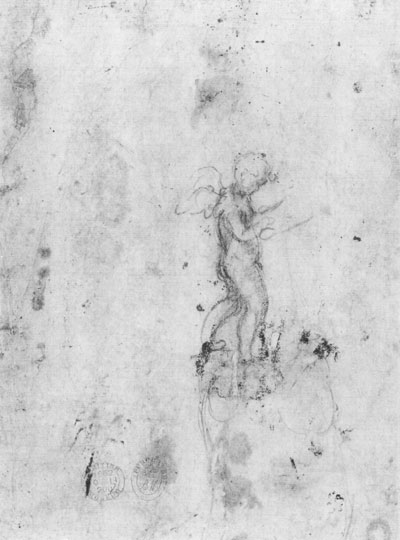
クピドの習作素描。ロンドン、大英博物館所蔵。

『キューピッドの教育』（キューピッドのきょういく、伊: L'Educazione di Cupido, 英: The Education of Cupid）は、ルネサンス期のパルマを中心に活躍した画家コレッジョが1525年頃に制作した絵画である。ギリシア神話のヘルメス神（ローマ神話のメルクリウス）に教育を受けるエロス（クピド）を主題とするが、古代神話に典拠となるような物語は確認されていない。制作年代は諸説あるが主に1523年から1528年の間とする点では一致している。『眠れるヴィーナスとキューピッド、サテュロス』（Venere e Amore spiati da un satiro）とともにマントヴァのゴンザーガ家の人文主義サークルのメンバーだったニコラ・マフェイ（Nicola Maffei）によって発注されたと見なされており、両作品の成功が有名なユピテルの神話画連作をフェデリコ2世・ゴンザーガに注文させたと考えられている。
2つの絵画は長年にわたって同じコレクションに所属したこと、イングランド国王チャールズ1世の時代に制作された複製が『天上の愛』（Celestial Love）および『地上の愛』（Earthly Love）のタイトルで記録されたことなどから、現在では新プラトン主義的な愛の寓意を描いた対作品と考えられている。すなわち本作品が精神的・理性的な愛を意味する《天上のヴィーナス》を表すのに対して、『眠れるヴィーナスとキューピッド、サテュロス』は肉体的・官能的な愛を意味する《地上のヴィーナス》を表すとされる。本作品の四辺は切断されており、メルクリウスの左足の膝が失われているほか、『眠れるヴィーナスとキューピッド、サテュロス』に比べて高さ・横幅ともに30センチ以上小さくなっている。現在はロンドンのナショナル・ギャラリーに所蔵されている。

## 作品
深い森の中で、メルクリウスは紙片に記された文字を指さしながら読み方をクピドに教えており、クピドもまた指で文字を追いながら熱心に学んでいる。そしてヴィーナスは2人のそばに立ち、その様子を鑑賞者に向かって示している。ヴィーナスは息子クピドの弓を脇に抱えている。悪戯が好きなクピドは弓矢で射た者の心を制御不能の愛で満たしては、様々な悲劇を引き起こしていた。女神はそんなクピドから弓を取り上げて、メルクリウスを教師として付かせることで、息子の無知を晴らそうとしている。ヴィーナスの背中に描かれた1対の翼は女神の天上的性格を表している。ルネサンス期の北イタリアではヴィーナスが翼を持った姿で描かれるケースが知られている。

## 制作背景
本作品の発注者とされるニコラ・マフェイはフランチェスコ2世の時代からゴンザーガ家に仕えた人物で、続くフェデリコ2世の治世においては神聖ローマ皇帝カール5世とマントヴァを結ぶ外交官として活躍した。また当時から古代彫刻の愛好家・美術コレクターとしても知られていた。この人物が発注者の有力候補として上がったのは比較的最近で、1589年に作成されたニコラ・マフェイの孫の財産目録が発見されたことによる（1997年）。そこにはマフェイ家が所有していた129点の絵画と31点の彫刻がリストアップされており、そのうち邸宅の寝室に飾られていた16点の絵画の冒頭4作品にコレッジョの2作品が記されている。この2つが『眠れるヴィーナスとキューピッド、サテュロス』と『キューピッドの教育』であることは疑問の余地がない。
当初、所有者に関する最古の記録は1627年のゴンザーガ家の財産目録だったので、両作品を発注したのもゴンガーザ家のイザベラ・デステかその息子フェデリコ2世と考えられていた。しかしより古い記録が発見されたことで、美術コレクターとして有名だったニコラ・マフェイが新たに発注主として考えられるにいたった。

### 絵画の源泉

#### 図像的源泉

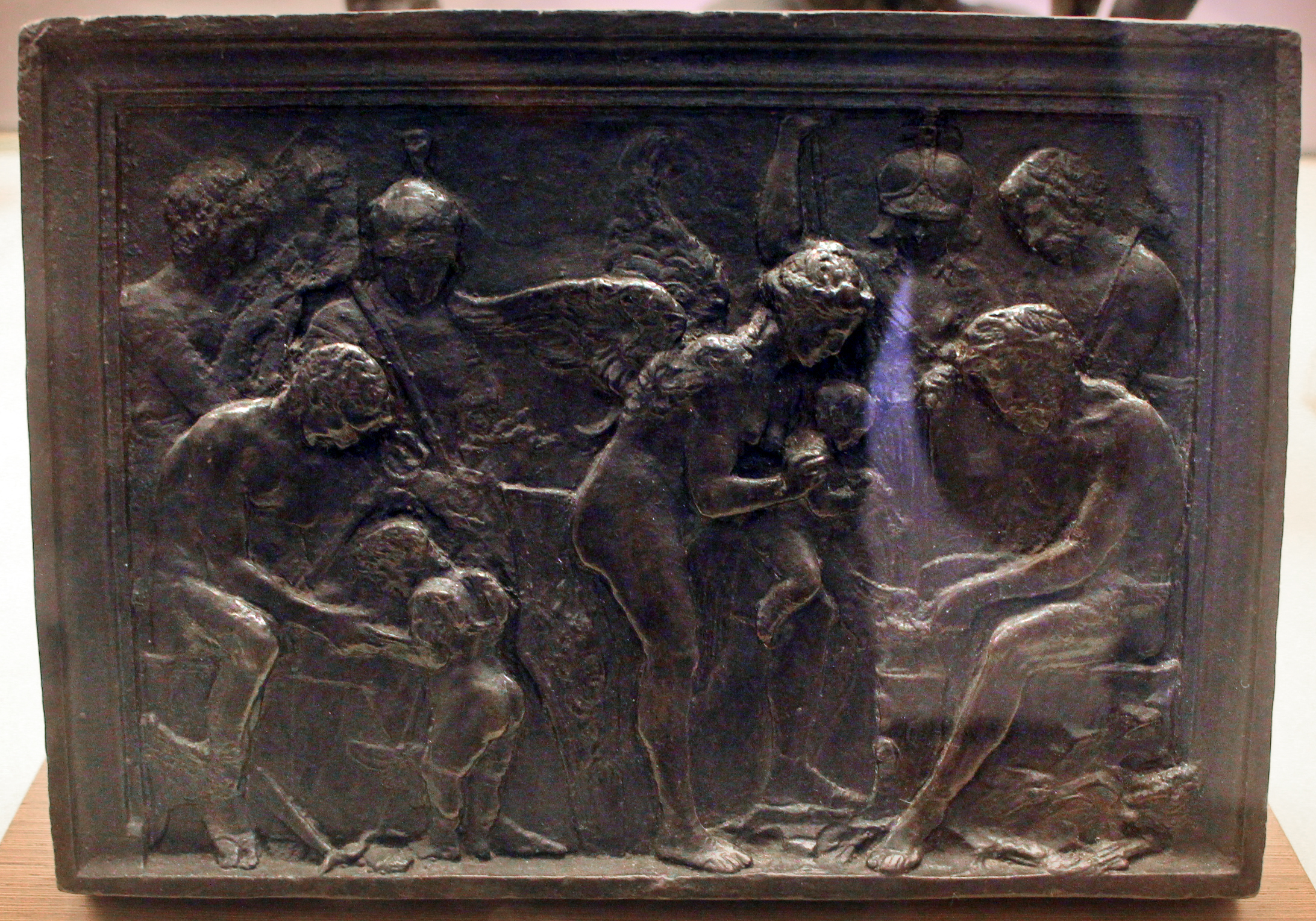
ヴィットーレ・カメリオ作『ウルカヌスの冶金とメルクリウスの教育』。ロンドンのヴィクトリア・アンド・アルバート美術館とヴェネチアのカ・ドーロの2つのバージョンが知られている。ヴェネチアでは有名な作品だったらしくヴィットーレ・カルパッチョによって摸写されたことが知られている。

この史料の興味深い点は、1つにコレッジョの対作品が並記されず、作者不詳の作品を間に挟んで記載されている点と、もう1つは本作品（『コレッジョの手になる、メルクリウスの教えにクピドを導くウェヌス』）に続いてやはり作者不詳の作品『ウェヌスとクピドを伴う、矢を鍛えるウルカヌス』が記載されている点である。このうち後者の2作品はそれぞれ《メルクリウスによるクピドの教育》と《ウルカヌスの冶金》という主題を扱っている。
この2つの主題は15世紀から16世紀の北イタリアに作例が知られている。特に本作品の先行例として注目されるのはヴェネチアの彫刻家、金細工師ヴィットーレ・カメリオ（Vittore Camèlio, Gambèllo）が制作したブロンズ製のレリーフ『ウルカヌスの冶金とメルクリウスの教育』（1480年-1490年頃）で、1つのレリーフの中に《メルクリウスによるクピドの教育》と《ウルカヌスの冶金》の主題が彫刻されている。中央から右側にかけて、翼を持たないクピドがヴィーナスに抱えられ、鍛冶神ウルカヌスの鍛えた翼を受け取る場面が描かれている。またその左側には翼を得たクピドがメルクリウスから教育を受ける場面が描かれており、翼と知性を得ることでより高次の領域へと向かう魂の象徴としてのクピドが表現されている。このうち《メルクリウスによるクピドの教育》を描いた部分は本作品と著しい類似点が見られ、またクピドを抱えたヴィーナスが翼を持った姿で描かれている点も注目される。

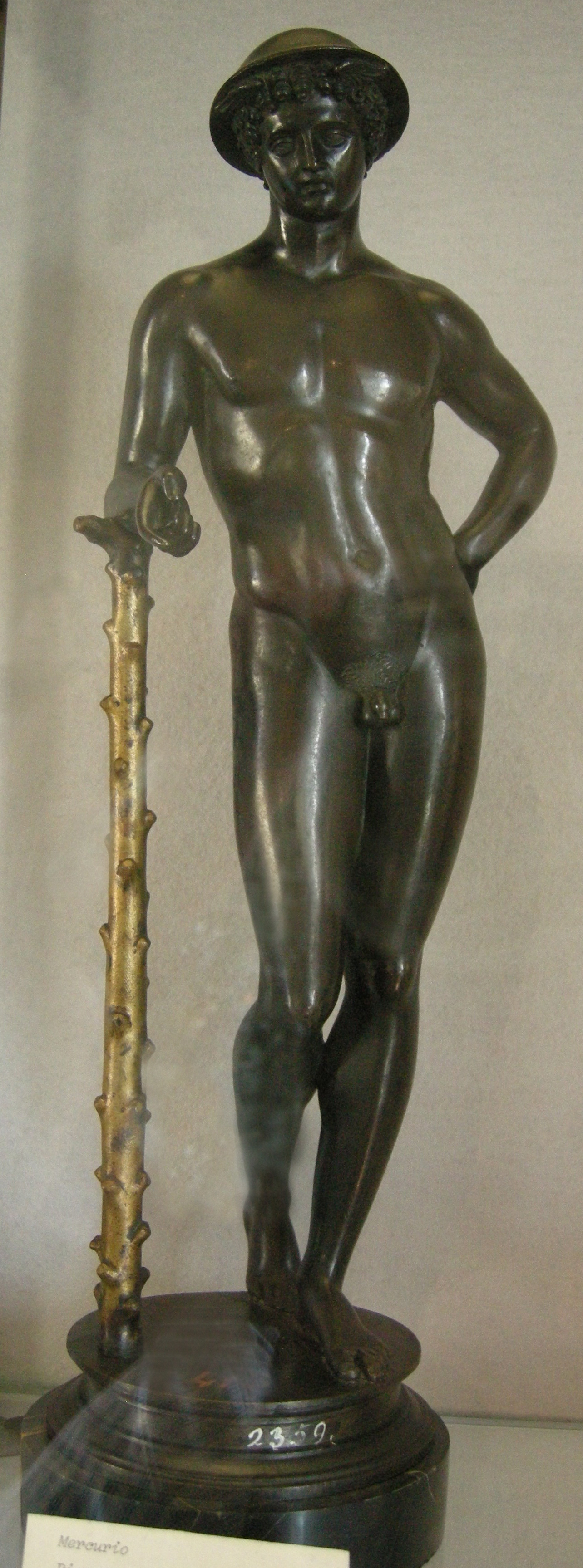
ピエール・ヤコポ・アラーリ＝ボナコルシの1520年頃の作品『キューピッドに読みを教えるメルクリウス』。ウィーン、美術史美術館所蔵。

この主題を扱った当時の図像は絵画よりもむしろ彫刻に多く、イザベラ・デステの周辺でもよく知られていたことは、フェデリコ2世が建設したパラッツォ・デル・テ（テ離宮）の天井装飾に《メルクリウスの教育》と《ウルカヌスの冶金》が見られることや、イザベラ・デステ自身がピエール・ヤコポ・アラーリ＝ボナコルシ作のブロンズ像『クピドに読みを教えるメルクリウス』を所有していたことからうかがえる。したがってゴンザーガ家の人文主義サークルと密接な関係を持ち、彫刻作品に造詣の深いニコラ・マフェイがこの主題をコレッジョに委託した、あるいはコレッジョが彫刻作品を愛好する注文主の嗜好を理解したうえで、彫刻作品に多い主題を絵画の題材として選択したと考えられる。

#### 文学的源泉
文学的源泉としては1499年に出版されたフランチェスコ・コロンナの小説『ポリフィロの夢』が挙げられる。この小説は恋人ポリアを探す主人公ポリフィロの遍歴が語られており、その過程でポリフィロは様々な古代の遺物と出会う。そして第5章で巨大な門に遭遇したポリフィロは、左右の柱の基台部分に《メルクリウスの教育》と《ウルカヌスの冶金》の両主題がレリーフとして彫刻されているのを目撃する。すなわち右側では翼を鍛える男と幼い息子を抱きかかえた翼のある女性が描かれ、左側では同じ女性が息子を教育者である1人の男性のもとに導いている。そして男性は彼女の息子に3本の矢を見せて使い方を教えている。コレッジョの絵画ではメルクリウスが教えているのは文字であり、『ポリフィロの夢』と異なっているが、図像ではどちらの例も見い出せるため、交換可能なモチーフだったことが分かる。一説にはイザベラ・デステが所有していたボナコルシのブロンズ像がモチーフの変更を促したとも考えられるという。

## 研究史
1960年代のローレン・ソス（Lauren Soth）とエゴン・フェアヘイエン（Egon Verheyen）の研究以降、『キューピッドの教育』と『眠れるヴィーナスとキューピッド、サテュロス』はヴィーナスの愛の2つの側面を表す対作品と見なされている。ソスは両作品に共通する文学的源泉として『ポリフィロの夢』を挙げ、『キューピッドの教育』が第5章の巨大な門のレリーフ彫刻に関する記述と類似し、また『眠れるヴィーナスとキューピッド、サテュロス』が泉のニンフの木版画と類似していることを指摘し、それぞれ《天上のヴィーナス》と《地上のヴィーナス》を表すとした。しかしソスが根拠とした部分は作中では関係性がなく、対になっていないことなど複数の問題点があった。
そこでフェアヘイエンはクピドに着目し、両作品に描かれたクピドがそれぞれ《天上の愛》と《地上の愛》を表すと考えた。フェアヘイエンは主題を《エロス（肉体的・地上的な愛）とアンテロス（精神的・天上的な愛）》とし、図像的源泉としてヴィットーレ・カメリオのレリーフを取り上げて、『キューピッドの教育』は画面左の《メルクリウスによるアンテロスの教育》を描いたものだと主張した。 しかし『眠れるヴィーナスとキューピッド、サテュロス』に描かれたクピドをもって《地上の愛》と見なす点については根拠が薄弱である。フェアヘイエンはライオンの毛皮の上で眠るクピドの主題を《ヘラクレスに対するクピドの勝利》とし、《地上の愛》を表すと主張した。とはいえ対作品とする両者の説は概ね受け入れられている。

### 反論
ただし、絵画のいくつかの状況は両作品を対作品と見なすことに疑念を起こさせる。1つは両作品のサイズの違いである。『キューピッドの教育』の155×91.5センチに対し、『眠れるヴィーナスとキューピッド、サテュロス』は188.5×125.5センチで、本作品が切断されていることを考慮してもその差は対作品と見なすには大きいと指摘されており、また制作年代も両作品の間には少なくとも1年の開きがあると考えられている。そのため初めに『キューピッドの教育』が制作され、後になって新たに『眠れるヴィーナスとキューピッド、サテュロス』が付け加えられたと推測する研究者もいる。

## 来歴
ヴィーナスの対作品は当初はマフェイ家のコレクションに含まれていた。本作品が好評だったことは同じパルマ派の画家ジローラモ・マッツォーラ・ベドリによって複製が制作されたことからうかがえる。対作品は17世紀にはゴンザーガ家のコレクションに加わっており、1627年に作成されたフェルディナンド1世・ゴンザーガの財産目録に記載されている。当時のゴンザーガ家は財政が逼迫しており、財産目録の作成は一族の所有するコレクションを競売にかけるためでもあった。その後イングランド国王チャールズ1世が両作品を購入し、1639年にはロンドンのホワイトホール宮殿にあったことが確認できる。この頃に画家ピーター・オリバーやジョン・ホスキンズによってミニアチュールの複製が制作されており、特に前者が制作した水彩画はチャールズ1世のコレクションに加えられ、『天上の愛』と『地上の愛』のタイトルで知られていた。

### スペインへ
しかし清教徒革命によってチャールズ1世が処刑されると、王のコレクションは競売にかけれ、対作品はそれぞれスペインとフランスの間で離れ離れになった。『眠れるヴィーナスとキューピッド、サテュロス』は1,000ポンドでドイツの銀行家エバーハルト・ジャバッハの手に渡り、さらにフランスのジュール・マザラン枢機卿によって購入された。一方の『キューピッドの教育』は800ポンドで1651年10月23日にイギリス王室のガラス職人トーマス・バグリーに売却されたのち、1653年にスペイン大使アロンソ・デ・カルデナスが400ポンド（1600エスクード）で購入した。カルデナスはチャールズ1世のコレクションが競売にかけられるであろうことをいち早く予測し、熱心な絵画コレクターであったフェリペ4世に伝えた人物で、実際に競売が始まると宰相ルイス・メンデス・デ・アロの代理人として絵画の購入にあたった。ルイスは入手した『キューピッドの教育』をフェリペ4世に献上するつもりでいたが、宮廷画家ディエゴ・ベラスケスがコレッジョの作品とすることに異論を唱えたため、献上するのを取り止めて自身の財産に加えた。
絵画は息子のガスパール・メンデス・デ・アロが所有したのち、彼の娘カテリーナ・デ・アロ・イ・グスマンが第10代アルバ公フランチェスコ・アルバレス・デ・トレドと結婚したことで、アルバ公爵家にもたらされ、第13代アルバ女公爵マリア・テレサ・カイエターナ・デ・シルバが死去する1802年まで公爵家が所有していた。カイエターナが死去した年、第7代リーリア公爵カルロス・ミゲル・フィツ＝ハメス・ストゥアルト・イ・シルバは継嗣のない公爵家に代わってアルバ公を継承したが、カイエターナの親族が訴訟を起こしたことを受けて、スペイン国王カルロス4世はカルロス・ミゲルに対して宰相マヌエル・デ・ゴドイに絵画を売却するよう命じた。

### 再びイタリア、イギリスへ

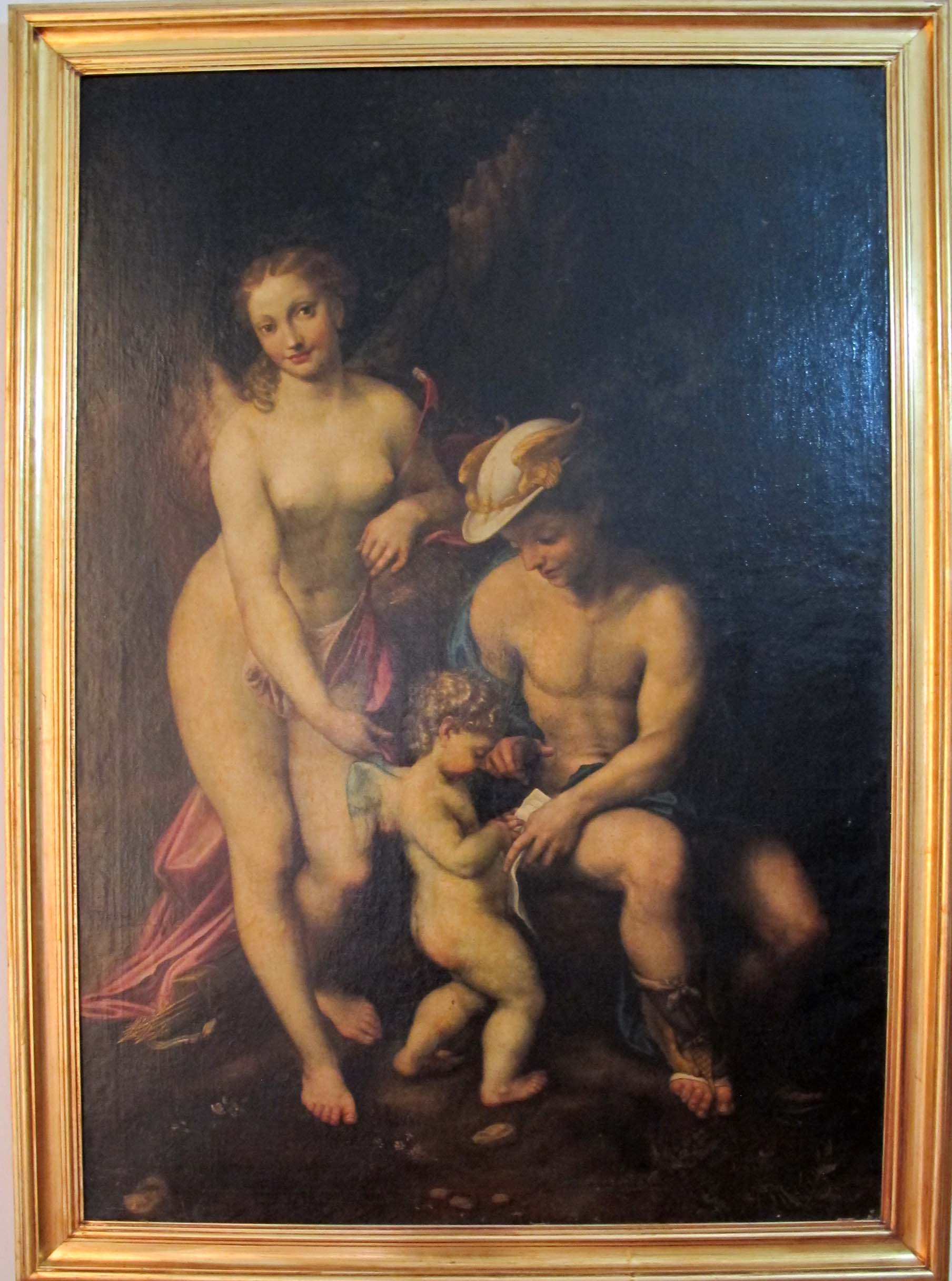
ルーマニア、ブルケンタール国立博物館所蔵。

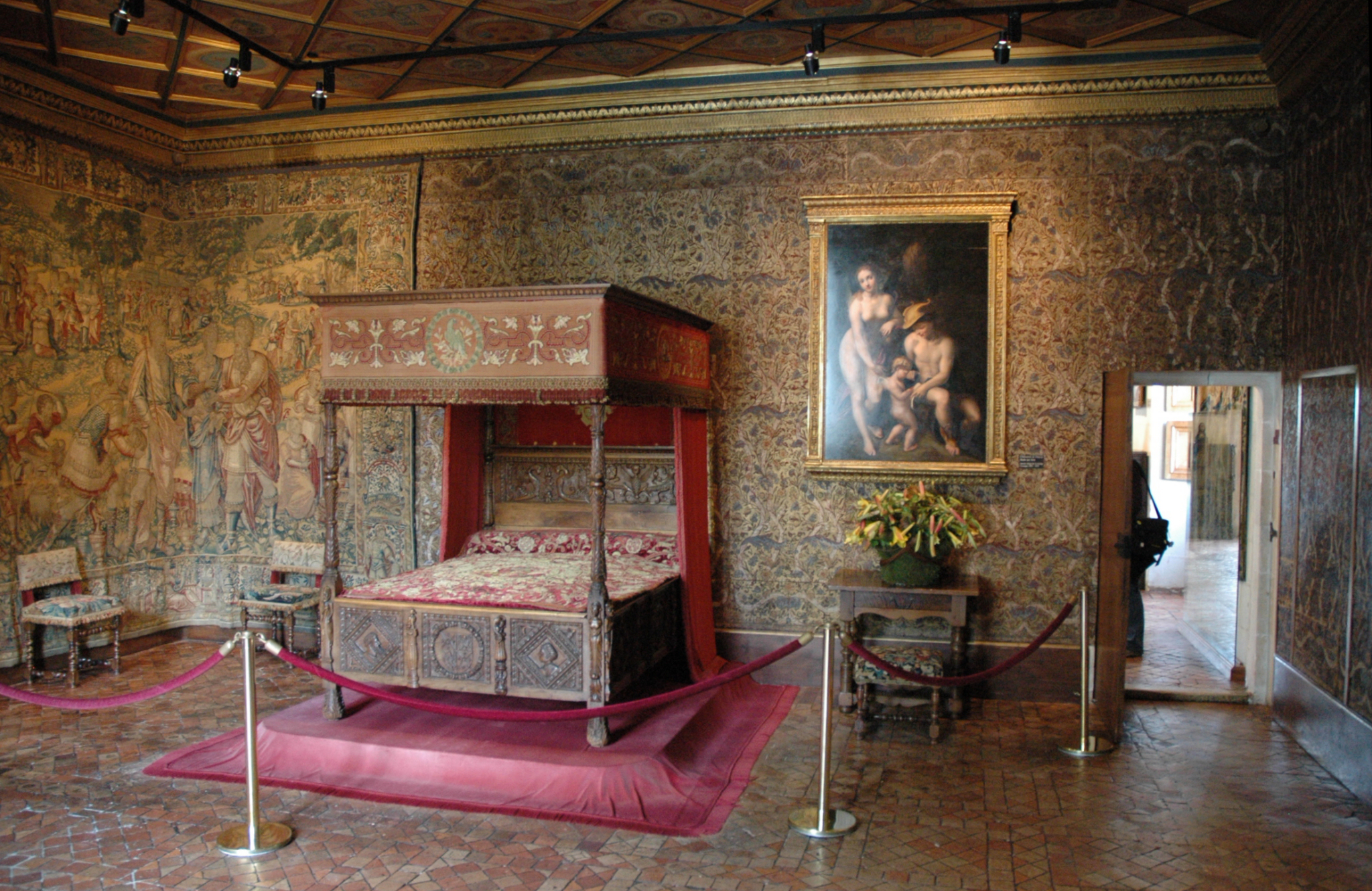
アンドル＝エ＝ロワール県、シュノンソー城のカトリーヌ・ド・メディシスの寝室に飾られた『キューピッドの教育』。

ゴドイは事実上スペインの実権を握っていたが、1808年に失脚するとジョアシャン・ミュラ（ナポレオンの妹カロリーヌの夫）はゴドイの絵画と財産を没収してナポリに移した。1815年、ワーテルローの大敗後、ミュラはナポリを奪還しようとしたが果たせず、捕らえられて処刑された。未亡人となったカロリーヌはコレッジョの絵画とともにウィーンに亡命した。カロリーヌはその年の後半にアイルランドの第3代ロンドンデリー侯爵チャールズ・ウィリアム・ヴェーンに『キューピッドの教育』と同じくコレッジョの絵画『この人を見よ』（Ecce Homo）を売却した。さらに1834年、ロンドンデリー侯爵は両作品をナショナル・ギャラリーに1,1500ポンドで売却した。こうして絵画は紆余曲折を経て再びイギリスに戻った。現在は同美術館の第8展示室にて展示されている。

## 影響
本作品は多くの複製・模写が知られており、そのうち3つを実際に見ることができる。複製の1つはフランス、シュノンソー城のカトリーヌ・ド・メディシスの寝室に飾られており、もう1つはルーマニア、シビウのブルケンタール国立博物館に展示されている。神聖ローマ皇帝ルドルフ2世は本作品の複製を所有していたが、プラハの戦いの略奪でスウェーデンに移り、複製はクリスティーナ女王のコレクションとなったのちオルレアン・コレクションに加わり、現在はブリュッセルのウリセル公が所有している。ロンドン南部ダリッジの美術館、ダリッジ・ピクチャー・ギャラリーに所蔵されている模写は18世紀頃のもので、メルクリウスが省略され、クピドの姿が反転してヴィーナスと向き合う形を取っている。ヴィーナスが持っているものもクピドの矢に変わっている。ピーター・オリバー、ジョン・ホスキンズが制作したミニアチュールの複製はそれぞれイギリスのロイヤル・コレクションとバーリー・ハウスに所蔵されている。また、コレッジョが本作品を描いて以降、『キューピッドの教育』は西洋絵画においてしばしば描かれた主題となっている。

### ギャラリー

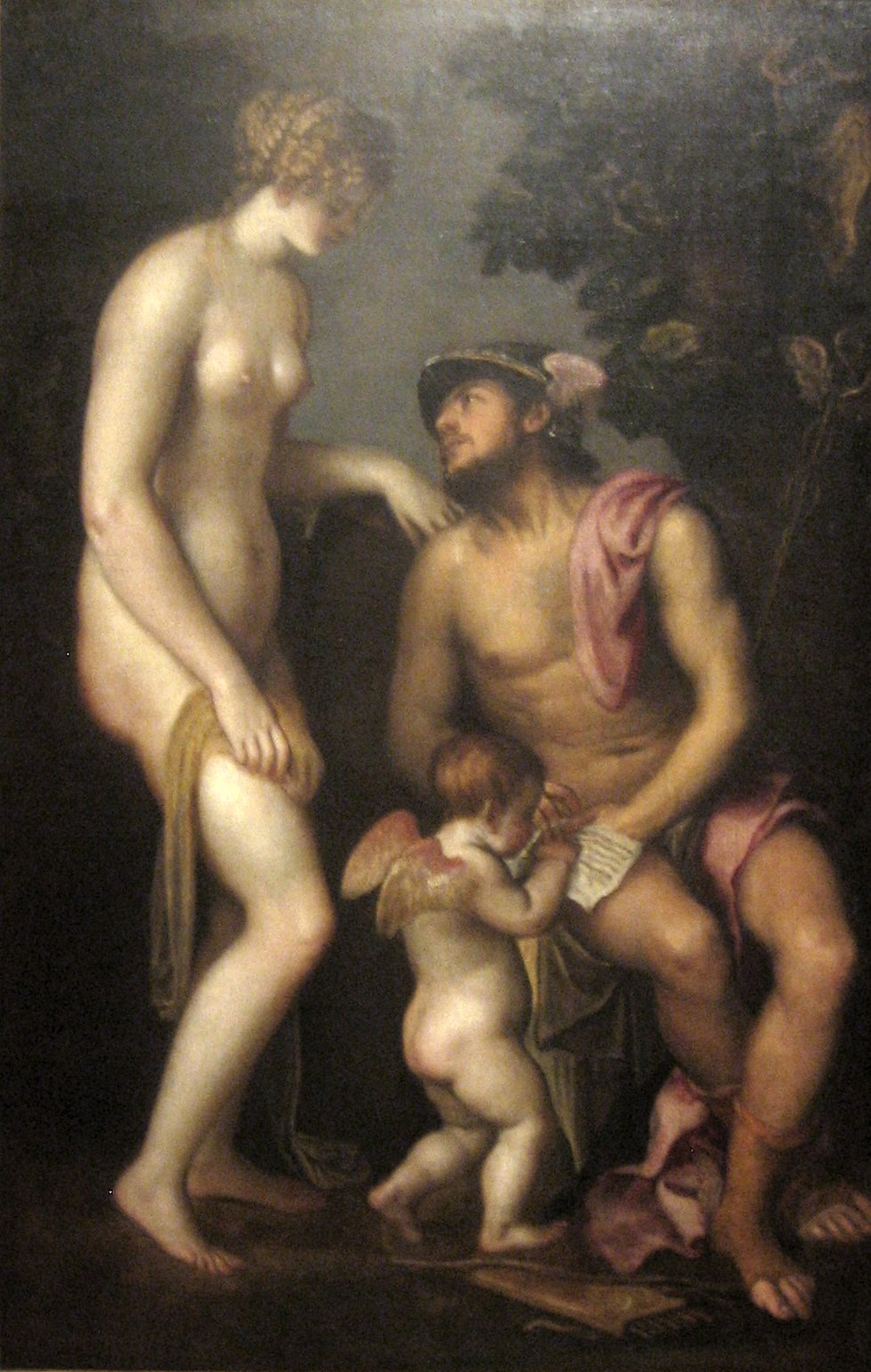
ランベルト・スストリス 1540年頃 エルパソ美術館（英語版）所蔵
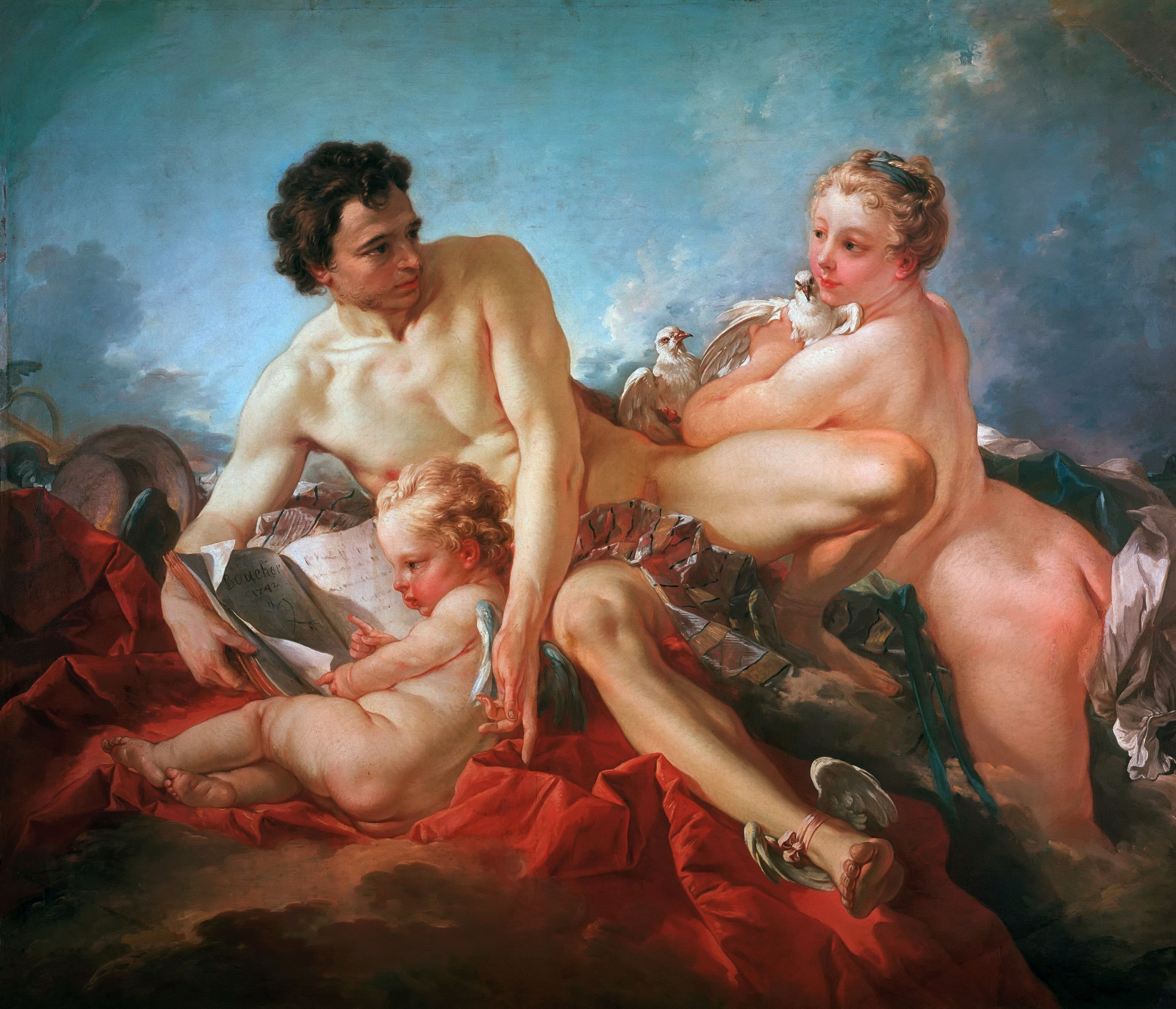
フランソワ・ブーシェ 1742年 シャルロッテンブルク宮殿所蔵
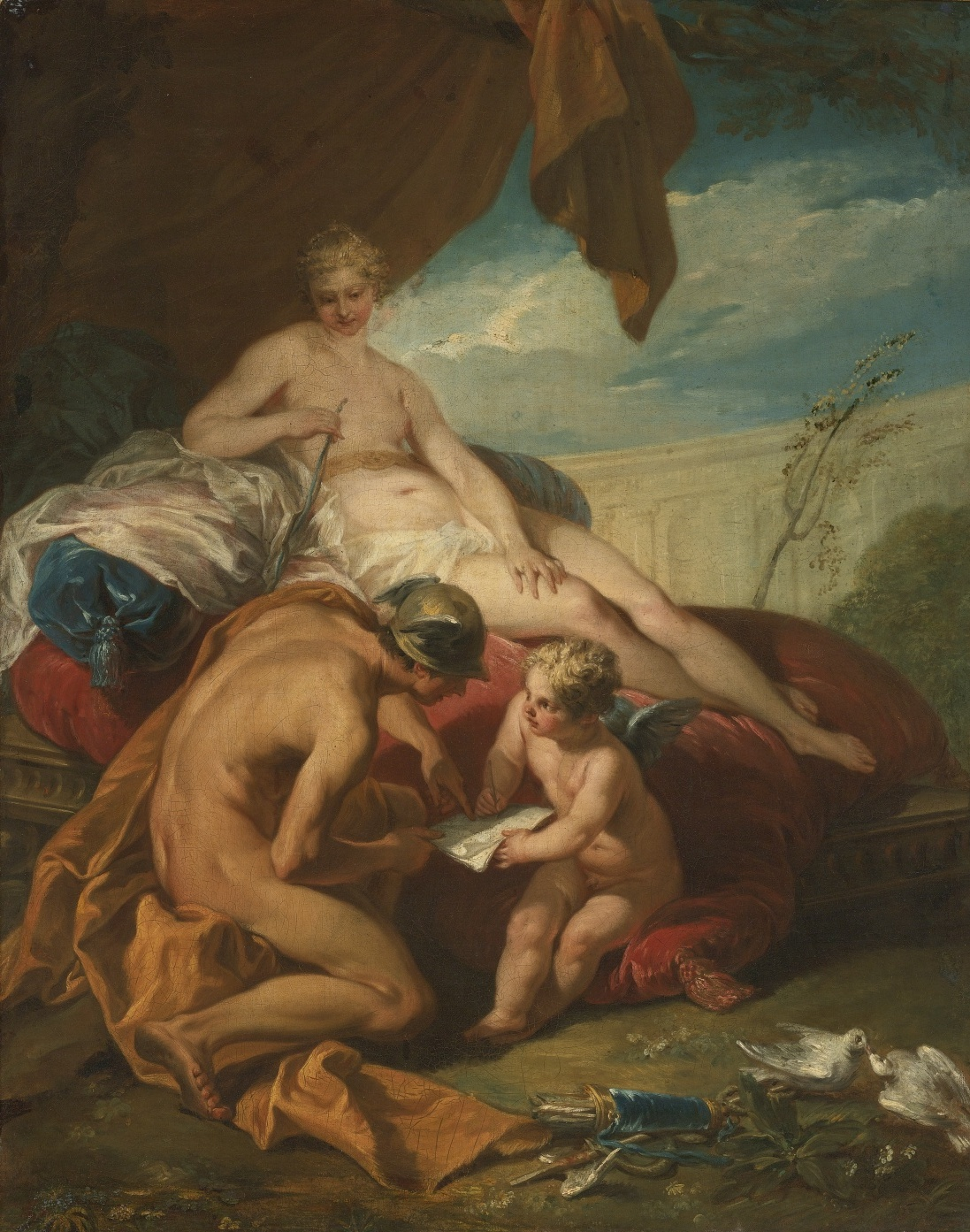
ジャック・デュモン・ル・ロマン（英語版） 18世紀頃 個人蔵
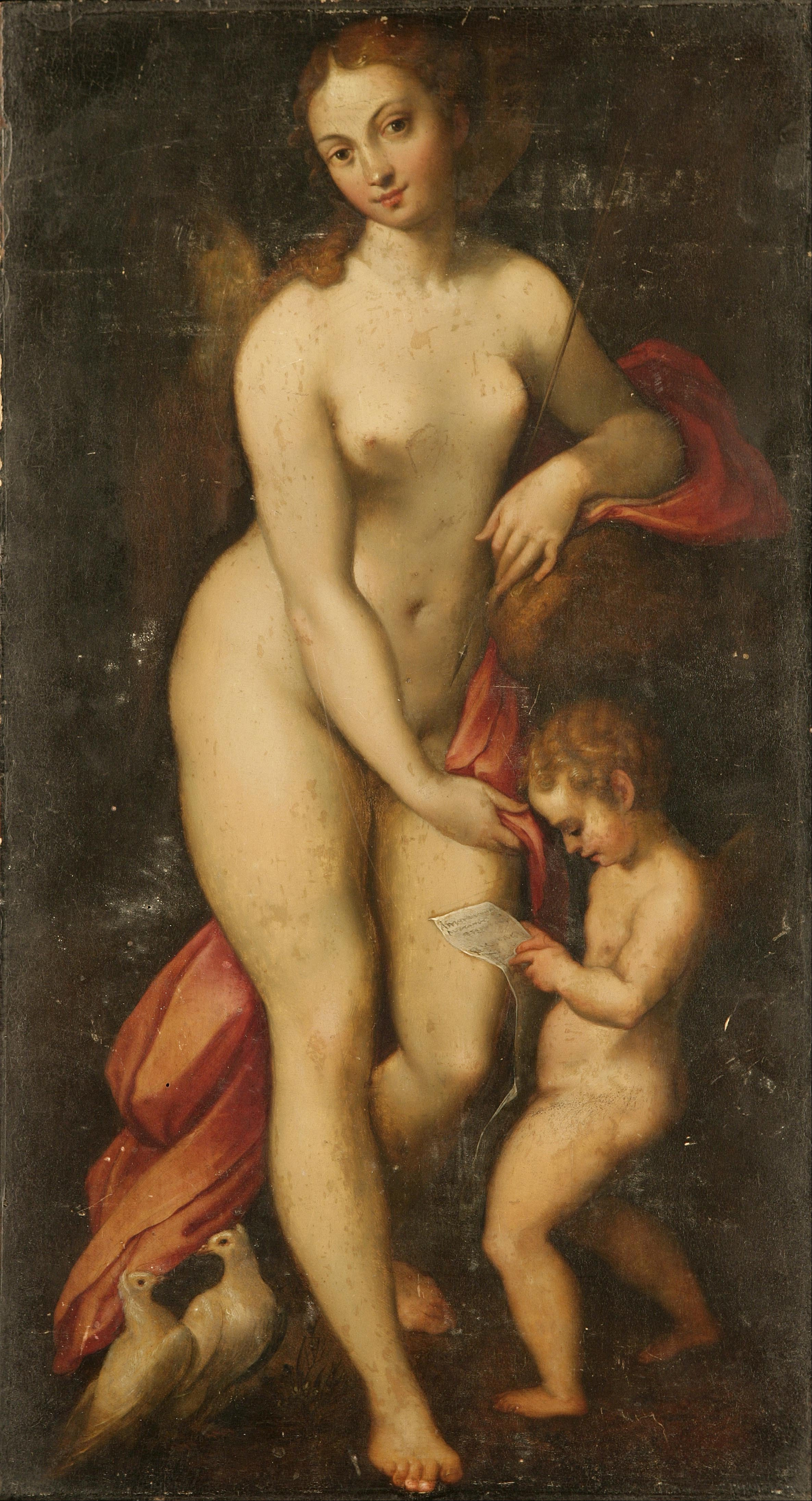
作者不詳 18世紀頃 ダリッジ・ピクチャー・ギャラリー所蔵